# Antihype 2
Antihype 2 – ósmy album studyjny polskiego rapera i autora tesktów, Sariusa, który został wydany 25 czerwca 2021 nakładem wytwórni Antihype. Materiał był promowany sześcioma singlami. Pierwszy z nich, „Biały Lew" zadebiutował 6 kwietnia 2021. Następnie, 15 kwietnia 2021 ukazał się utwór o tytule „Zapomnij O Mnie", na którym gościnnie udzielił się Szpaku. Ostatniego dnia kwietnia ukazał się trzeci utwór promujący album, zatytułowany „Ogień W Żyłach" z gościnnym występem Baranovskiego. Kolejnym utworem promującym album był „Uparty i Wściekły" wypuszczony 13 maja 2021. Przedostatnim promującym album utworem, był utwór zatytułowany „Testy" na którym znalazła się Mery Spolsky. Ostatnim utworem promującym album, opublikowanym 17 czerwca 2021 był utwór zatytułowany „Jutrzenka"
Początkowo premiera albumu została zaplanowana na 18 czerwca 2021, jednak jak tłumaczy raper, musiała zostać przełożona o tydzień przez opóźnienie jednego z podwykonawców preorderu.
Nagrania uzyskały certyfikat złotej płyty.

## Lista utworów
Lista utworów została opublikowana 12 maja 2021 na profilu Facebook rapera.
1. „29 Lutego"
2. „Na Starych Śmieciach"
3. „Nigdy Nie Mogłem Zapamiętać"
4. „Jutrzenka"
5. „Ogień W Żyłach"
6. „Uparty I Wściekły"
7. „Joseph Conrad"
8. „Dźwięki Klasyki"
9. „Nie Wiem Jak..."
10. „Biały Lew"
11. „Zapomnij O Mnie"
12. „Nie Zrozumiesz"
13. „Testy"
14. „Parasole"
15. „Pejzaże"

## Gościnnie
Na płycie gościnnie wystąpiło łącznie 11 artystów:
1. TPS („Na Starych Śmieciach")
2. HVZX („Nigdy Nie Mogłem Zapamiętać") - odpowiedzialni również za produkcję 6 utworów
3. BARANOVSKI („Ogień W Żyłach")
4. Waldemar Kasta („Uparty I Wściekły")
5. Paluch („Dźwięki Klasyki")
6. Kaz Bałagane („Dźwięki Klasyki")
7. Tau („Nie Wiem Jak...")
8. Szpaku („Zapomnij O Mnie")
9. Tymek („Nie Zrozumiesz")
10. Mery Spolsky („Testy")
11. Kizo („Parasole")

## Producenci
W proces tworzenia płyty zaangażowano kilku producentów:
1. Louis Villain
2. Jacon
3. HVZX (duet)
4. Worek x I'Scream (duet)
5. Czarny HIFI
6. PSR
7. @atutowy
8. Nocny
9. Magiera
10. dr ap